# Parkstraße 5 (Thundorf in Unterfranken)

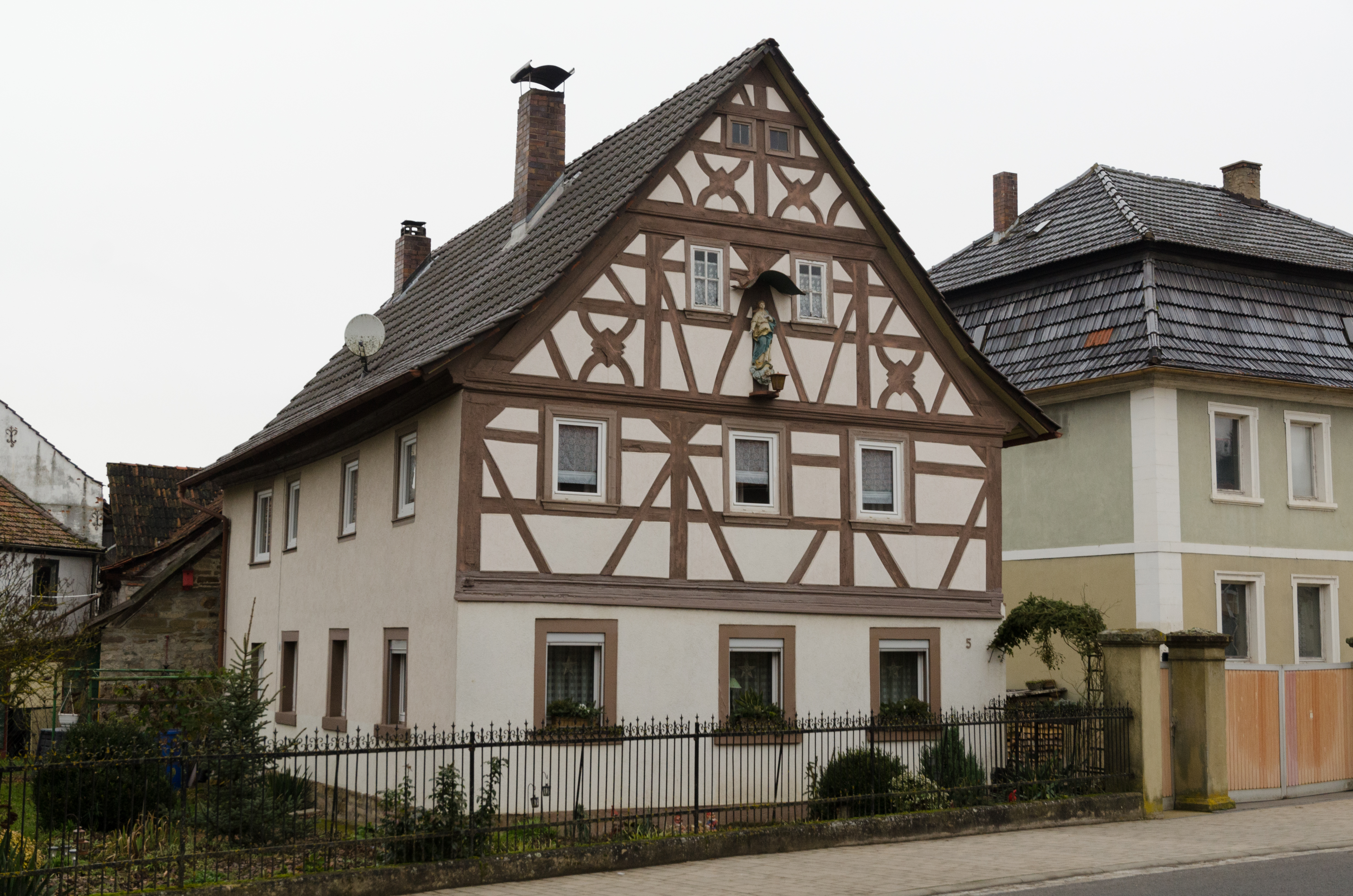
Parkstraße 5 in Thundorf in Unterfranken

Das Gebäude in der Parkstraße 5 in der bayerischen Gemeinde Thundorf in Unterfranken im Landkreis Bad Kissingen gehört zu den Thundorfer Baudenkmälern und ist unter der Nummer D-6-72-157-8 in der Bayerischen Denkmalliste registriert.

## Geschichte
Das Haus wurde von einem unbekannten Erbauer errichtet. Es könnte um 1700 oder um 1750 entstanden sein. Es handelt sich um ein Fachwerkhaus mit den für Unterfranken typischen Mannfiguren aus Kopfwinkelhölzern und langen Fußstreben.
Um das Jahr 1820 war das Haus im Besitz der Familie Klopf. Vorher soll das Anwesen eine Gastwirtschaft beherbergt haben. Als im Jahr 1888 Maurer Saal in die Familie Klopf einheiratete, kam es in den Besitz von Maurer Saal und seinen Nachkommen. Das im Untergeschoss befindliche Fachwerk wurde um das Jahr 1900 durch Backsteinmauerwerk ersetzt.; 1922 erfolgte eine Freilegung des bis dahin verputzten Fachwerks. Im Jahr 1974 wurde das Dach, im Jahr 1978 die Fassade renoviert.
Im Jahr 1921 wurde anlässlich der Primiz eines Sohnes der Familie eine angeblich von Bildhauer Heinz Schiestl angefertigte Madonnenfigur an der Fassade des Hauses angebracht. Im Jahr 1974 wurde sie wegen Restaurierungsbedürftigkeit durch die heutige, vom Aschacher Bildhauer Ludwig Bauer aus Kunststein gegossene, unter einem schützenden Blechdach am Giebel des Hauses befindliche Madonnenfigur ersetzt. Die Madonnenfigur von 1921 befindet sich im Thundorfer Rathaus.